# Party Rock (EP)
Party Rock è il primo EP del duo musicale LMFAO, pubblicato il 1º luglio 2008.
L'EP anticipa l'album omonimo che verrà pubblicato l'anno seguente. Le tracce presenti nel disco, ad eccezione di I'm in Miami Trick, sono state inserite successivamente in Party Rock.

## Tracce e singoli
1. I'm in Miami Bitch – 3:49
2. Yes – 3:06
3. I Am Not a Whore – 3:16
4. La La La – 3:31
5. I'm in Miami Trick – 3:51